# Redbergslids IK
Redbergslids Idrottsklubb (kurz Redbergslids IK) ist ein 1916 gegründeter schwedischer Sportverein aus Göteborg, der vor allem für seine Handballabteilung bekannt ist.
Der Verein ist Schwedens erfolgreichster Handballverein, dessen Herren-Mannschaft zwischen 1934 und 2023 ununterbrochen in der höchsten Spielerklasse, der Handbollsligan, gespielt hatte. Außerdem ist er schwedischer Rekordmeister mit 20 Titeln. Neben der Handballabteilung gibt es auch noch eine Fußballabteilung. Der Spitzname des Vereins ist die weißen Eleganten, da man bereits 1950 eine elegante Spielweise hatte und weil die Spieler Hosen mit Bügelfalten haben wollten.
Außerdem stand die Herrenmannschaft des Redbergslids IK auch zweimal in Europapokalendspielen: 1959 konnte die zweite Austragung des Europapokals der Landesmeister gegen Frisch Auf Göppingen gewonnen werden, gegen BM Ciudad Real aus Spanien verlor man jedoch 2003 das Endspiel des Europapokal der Pokalsieger.

## Bekannte ehemalige Spieler
- Dan Beutler
- Martin Boquist
- Martin Frändesjö
- Martin Galia
- Peter Gentzel
- Jerry Hallbäck
- Magnus Jernemyr
- Henrik Lundström
- Stefan Lövgren
- Andreas Palicka
- Ljubomir Vranjes
- Magnus Wislander